# Абатство Сейнт Джоузеф (Масачузетс)
Абатство Сейнт Джоузеф (на английски: Saint Joseph's Abbey), известно и като Абатство Спенсър, е трапистко абатство в Спенсър, окръг Устър, щата Масачузетс, САЩ. Абатството е част от Ордена на цистерцианците на строгото спазване.

## История
Абатството е основано през 1950 г. от 80 монаси – траписти, които идват от предишния си манастир в Кимбърланд, Роуд Айлънд, който е силно повреден от пожар през 1950 г. В Спенсър монасите притежават фермата Alta Crest, която става основа на бъдещия манастир. Започва преустройството на стопанските сгради на фермата за нуждите на монашеското братство.
Първият абат е Едмънд Футерер, който поема на плещите си задачата да изгради и укрепи новото абатство. В първите години след основаването си абатството се разраства бързо. На 19 март 1952 г. е положен първия камък за строежа на манастирската църква и на 15 август 1953 г. в новия храм е отслужена първата меса. Числото на монасите също се увеличава до 156 през 1957 г. Абатството става родоначалник на нови монашески общности в САЩ и Южна Америка. Така през 1958 г. 35 от монасите напускат Спенсър и основават нов манастир посветен на Свети Бенедикт в Сноумас, щата Колорадо. През същата година абатството основава и манастира „Нуестра Сеньора де Лос Анджелес“ в Азул, провинция Буенос Айрес, Аржентина, а през 1960 г. и „Нуестра Сеньора де ла Дехеса“ в околностите на Сантяго де Чиле, Чили, в които нови обители също се местят част от монасите от Спенсър.
През 1961 г. за абат е избран Томас Китинг, един от идеолозите на т.нар. „съзерцателно молитвено движение“, който заема поста до 1981 г. Следващият абат е Паскал Скутецки – от 1981 до 1984 г. Августин Робъртс става четвърти абат през юни 1984 г. Настоящ абат е Деймиън Кар, избран през юни 1996 г.
Абатството има успешно манастирско стопанство, чрез което се самоиздържа. През 1954 г. монасите започват да приготвят сладко от плодовете в манастирската градина. След първите успешни продажби на продукта, монасите започват да приготвят различни видове конфитюри и мармалади, които носят около половината от доходите на абатството. Тези продукти се продават под търговската марка Trappist Preserves, и се предлагат в супермаркетите в САЩ, най-вече в района на Нова Англия. През 2005 г. манастирското производство надхвърля 1,7 млн. консерви годишно в 26 разновидности, като ежедневно се обработват половин тон плодове.
През 2013 г. в абатството започва строеж на манастирска пивоварна. Предстоящо е пускането на първата американска трапистка бира Spencer Trappist, разработена в тясно сътрудничество с монасите от абатство Шиме.
Днес абатството е действащ католически манастир, и е отворено за посещения, с изключение на монашеския корпус.